# Palaemon dolospinus
Palaemon dolospinus is een garnalensoort uit de familie van de Palaemonidae. De wetenschappelijke naam van de soort is voor het eerst geldig gepubliceerd in 2003 door Walker & Poore.